# 祝凤鸣
祝凤鸣（1964年7月—2020年1月25日），安徽宿松人，中国现代诗人、文艺评论家。

## 生平
1981年进入安徽师范大学地理系学习。1984年与同学一起创立安徽师范大学“江南诗社”，一度成为“全国四大诗歌社团”之一。1985年大学毕业被分配到安徽省黄山市一所中学任教。1988年调入安徽省马鞍山市一所中学任教。1992年任安徽省合肥市《诗歌报》编辑。1993年至今，供职于安徽省社会科学院。
1998年起，曾在安徽电视台社教中心兼职做过十年纪录片编导，其与同事方可共同编导的电视纪录片《我的小学》曾获“金熊猫”最佳人文纪录片奖。
2020年1月25日在安徽合肥逝世，终年55岁。

## 主要作品
- 诗集：《古老的春天》、《枫香驿》（2012年）
- 编著：《安徽诗歌》
- 美术评论：《山水精神——洪凌评传》（2006年）